# Zjednoczeni Września
Zjednoczeni Września – polski wielosekcyjny klub sportowy założony 4 stycznia 1957 roku z siedzibą we Wrześni, w województwie wielkopolskim. Główną częścią klubu była sekcja piłki nożnej. Powstał w wyniku fuzji klubów Stali Września i Spójni Września. Klub przestał istnieć w 1979 roku, a na jego bazie powstał MKS Victoria Września, która kontynuuje swoje tradycje, a jako Spójnia w wyniku fuzji weszła w skład Zjednoczonych.

## Historia
- 1958 – Zjednoczeni Września, mimo że zostali tylko wicemistrzami swojej grupy w Kl-A awansowali do Ligi Okręgowej. W związku z awansem Olimpii Poznań do II ligi, zaszła konieczność wyłonienia czwartego zespołu, który awansowałby do Ligi Okręgowej (wówczas III szczebel rozgrywek). Bezpośredni awans wywalczyli mistrzowie 3. grup Kl-A – I Górnik Konin, II Polonia Nowy Tomyśl i III Warta II Poznań, czwarty zespół wyłoniony został z rywalizacji wicemistrzów: Zjednoczonych Września, Mosińskiego KS i Sparty Szamotuły. Z rywalizacji zwycięsko wyszedł KS Zjednoczeni[1].
- Sezon 1959 – 3. miejsce w Lidze Okręgowej za Polonią Poznań i Prosną Kalisz
- Sezon 1960 – 10. miejsce w Lidze Okręgowej (12 zespołów), lecz w związku z aferą Olimpii Koło[2] – unikają degradacji.
- Sezony 1960/61 i 1961/62 Zjednoczeni kończą w środku tabeli.
- Sezon 1962/63 Zjednoczeni kończą na 3. miejscu, za Olimpią Poznań i Wartą Poznań i jest to największy sukces w historii klubu. KS Zjednoczeni Września 4 klubem Wielkopolski[3], a Września drugim piłkarsko miastem w Wielkopolsce. (Lech Poznań w I lidze)
- Sezon 1963/64 – bezpieczna lokata w środku tabeli.
- Sezon 1964/65 – 8. miejsce. Jest to jednak wysokie osiągnięcie, zważywszy, że jest to jedyny sezon, gdzie Wielkopolska nie miała żadnego przedstawiciela, ani w I, ani w II lidze. Wszystkie czołowe kluby grały w Lidze Okręgowej (III liga). Tylko kluby trzech miast (Poznania 5 klubów-1) Lech, 2) Olimpia, 3) Warta, 5) Grunwald, 7) Polonia; Konina – 4) Górnik i Grodziska 6) Dyskobolia okazały się lepsze.
- Sezon 1965/66 – to bezpieczna lokata, jeszcze w III ligowej okręgówce.

Lata 1959 – 1965/66 to „złoty okres”, osiągnięć wrzesińskiej piłki nożnej.
- Sezon 1966/67 – 9. miejsce. Jest to już jednak mało znaczący sukces zważywszy, że w tym sezonie grała już nowo powstała Liga Międzywojewódzka, w której grało 5 wielkopolskich drużyn (Lech Poznań, Warta Poznań, Calisia Kalisz, Tur Turek i Polonia Poznań, a w II lidze Olimpia Poznań. Był to już jednak powolny zmierzch Zjednoczonych. Wkrótce i IV stopień (liga okręgowa) jak i V (kl-A) okazały się zbyt silne.
- Od 1967 do 1969 trenerem drużyny był Kazimierz Śmiglak.
- Sezon 1971/72 Zjednoczeni kończą na 12. miejscu w kl-A i spadają do kl-B.
- Sezon 1972/73 kl-B i wywalczenie awansu do kl-A.
- Trzy sezony gry na szczeblu kl-A 1973/74 – 4. miejsce, 1974/75 – 5. miejsce, 1975/76 – 1. miejsce i awans do ligi okręgowej.
- Sezony 1976/77 i 1977/78 Zjednoczeni grają w lidze okręgowej. Wiosną 1978 r. kończą jednak na 11. miejscu i zostają zdegradowani do kl-A.
- W sezonie 1978/79 zdobywają wicemistrzostwo kl-A gr.II, za Lechią Kostrzyn. Do ligi okręgowej mają awansować jednak trzy zespoły. Bezpośrednio mistrzowie obu grup kl-A, czyli LZS Każmierz z gr. I i Lechia Kostrzyn z gr. II oraz trzeci zespół wyłoniony z baraży wicemistrzów obu grup. Niestety Zjednoczeni przegrali oba mecze z wicemistrzem gr I, Dyskobolią Grodzisk 0–3 i 0–2[4]. Jak się okazało był to ostatni sezon Zjednoczonych i klub został rozwiązany.

## Inne sekcje
- hokej na lodzie – II liga
- koszykówka
- siatkówka
- sekcja motorowa
- boks